# ريتشارد فيلدمان (دراج)
ريتشارد فيلدمان (بالإنجليزية: Richard Feldman)‏ هو دراج أمريكي، ولد في 15 يونيو 1969.